# Рачя Вас
Рачя Вас (словен. Račja vas) — поселення в общині Брежиці, Споднєпосавський регіон, Словенія. Висота над рівнем моря: 153,9 м.